# Данијел Големан
Данијел Големан (енгл. Daniel Goleman, рођен 7. марта 1946. године) је писац и научни новинар. Дванаест година је писао за часопис Њујорк Тајмс, извештавајући о наукама о уму и понашању. Његова књига из 1995. године, Емоционална интелигенција, била је годину и по дана на листи најпродаванијих књига Њујорк Тајмса, као и на листи најпродаванијих у многим земљама, а штампа се широм света на 40 језика. Поред својих књига о емоционалној интелигенцији, Големан је написао књиге о темама које укључују самообману, креативност, транспарентност, медитацију, социјално и емоционално учење, еколошку кризу и визију Далај-ламе за будућност.

## Биографија
Данијел Големан је одрастао у јеврејском домаћинству у Стоктону у Калифорнији, син Феја Големана (1910–2010), професора социологије на Пацифичком универзитету и Ирвинг Големан (1898–1961), професорке хуманистичких наука на Стоктонском колеџу (сада Сан Жоакин Делта Колеџ). Његов стриц по мајци је био нуклеарни физичар Алвин М. Винберг.
Големан је студирао у Индији користећи пред-докторску стипендију са Харварда и пост-докторску стипендију Савета за истраживање друштвених наука. Док је био у Индији, проводио је време са духовним учитељем Нимом Каролијем Бабом, који је уједно био и гуру Раму Дасу, Кришни Дасу и Лерију Бриллијанту. Написао је своју прву књигу засновану на путовањима у Индију и Шри Ланку.
Големан се затим вратио као гостујући предавач на Харвард, где је током 1970-их његов курс о психологији свести био популаран. Његов ментор на Харварду, га је препоручио за посао часопису Психологија Данас, одакле га је 1984. године регрутовао Њујорк Тајмс.
Големан је суоснивач колаборације за академско, социјално и емоционално учење у Центру за дечје студије Јејл универзитета, који је потом прешао на Универзитет у Илиноису у Чикагу. Тренутно ко-руководи Конзорцијумом за истраживање емоционалне интелигенције у организацијама на Универзитету Рутџерс. Он је члан одборa Института за ум и живот.

## Каријера
Големан је аутор међународно најпродаваније књиге Емоционална интелигенција (1995, Бантам Букс), која је провела више од једне и по године на листи најпродаванијих у Њујоркк Тајмсу. При раду са емоционалном интелигенцијом (1998, Бантам Боокс), Големан је развио аргумент да некогнитивне вештине могу имати значај колико и коефицијент интелигенције за успех на радном месту, и направио је сличан аргумент за ефикасност лидерства у Првобитном Лидерству (2001, Харвард Бизнис Скул Прес). Најновија, најпродаванија Големанова књига је Фокус: Скривени покретач изврсности (Харпер, 2013. године).
У својој првој књизи Сорте медитативног искуства (1977. година) (објављена 1988. као "Медитативни ум"), Големан описује готово десетак различитих система медитације. Написао је да је "потреба за медитатором да поново привуче своју пажњу, било концентрацијом или пажљивошћу, јединим инваријантним састојком у рецепту за промену свести сваког система за медитацију".

### Награде
Големан је добио разна признања у које спадају:
- Награда за каријерно достигнуће за изврсност у медијима (1984. године) Америчког психолошког удружења[5]
- Сарадник Америчког удружења за унапређење науке, препознајући његове напоре да у јавности пренесе науке о понашању

## Историја издавања

### Књиге
- 1977: Goleman, Daniel (1977). The Varieties of the Meditative Experience. Irvington Publishers. ISBN 0-470-99191-7. Поново објављен 1988. године као Goleman, Daniel (3. 1. 1996). The Meditative Mind: The Varieties of Meditative Experience. Penguin. ISBN 978-0-87477-833-5.
- 1995: Goleman, Daniel (27. 9. 2005). Emotional Intelligence: Why It Can Matter More Than IQ. Random House Publishing. ISBN 978-0-553-38371-3.
- 1998: Goleman, Daniel (1999). Working with Emotional Intelligence. Ted Smart. ISBN 978-1856135016.
- 2001: Goleman, Daniel; Boyatzis, Richard E.; McKee, Annie (2013). Primal Leadership: Unleashing the Power of Emotional Intelligence. Harvard Business Press. ISBN 978-1422168035.
- 2006: Goleman, Daniel (31. 7. 2007). Social Intelligence: The New Science of Human Relationships. Random House Publishing. ISBN 978-0-553-38449-9.
- 2013: Goleman, Daniel (5. 5. 2015). Focus: The Hidden Driver of Excellence. HarperCollins. ISBN 978-0062114969.
- 2015: Goleman, Daniel (23. 6. 2015). A Force for Good: The Dalai Lama's Vision for Our World. Random House Publishing. ISBN 978-0553394894.
- 2017: Goleman, Daniel; Davidson, Richard J. (5. 9. 2017). Altered Traits: Science Reveals How Meditation Changes Your Mind, Brain, and Body. Penguin. ISBN 978-0399184383.

### Чланци
- Miller, Dorothy H.; Goleman, Daniel J. (1970). „Predicting Post-Release Risk among Hospitalized Suicide Attempters”. Omega - Journal of Death and Dying. 1 (1): 71—84. S2CID 144464545. doi:10.2190/93R9-GXD6-7PX8-CYG4.
- Adler, Nancy E.; Goleman, Daniel (1975). „Goal Setting, T-Group Participation, and Self-Rated Change: An Experimental Study”. The Journal of Applied Behavioral Science. 11 (2): 197—208. S2CID 143998258. doi:10.1177/002188637501100205.
- Goleman, Daniel J.; Schwartz, Gary E. (1976). „Meditation as an intervention in stress reactivity”. Journal of Consulting and Clinical Psychology. 44 (3): 456—466. PMID 777059. doi:10.1037/0022-006X.44.3.456.
- Goleman, Daniel (1976). „Meditation and Consciousness: An Asian Approach to Mental Health”. American Journal of Psychotherapy. 30 (1): 41—54. PMID 1259055. doi:10.1176/appi.psychotherapy.1976.30.1.41.
- Davidson, Richard J.; Goleman, Daniel J.; Schwartz, Gary E. (1976). „Attentional and affective concomitants of meditation: A cross-sectional study.”. Journal of Abnormal Psychology. 85 (2): 235—238. PMID 1254784. doi:10.1037/0021-843X.85.2.235.
- Davidson, Richard J.; Goleman, Daniel J. (1977). „The role of attention in meditation and hypnosis: A psychobiological perspective on transformations of consciousness”. International Journal of Clinical and Experimental Hypnosis. 25 (4): 291—308. PMID 330418. doi:10.1080/00207147708415986.